# Xenicotelopsis violacea
Xenicotelopsis violacea är en skalbaggsart som beskrevs av Stefan von Breuning 1947. Xenicotelopsis violacea ingår i släktet Xenicotelopsis och familjen långhorningar. Inga underarter finns listade i Catalogue of Life.